# Centro de Investigaciones Genealógicas de Salta
Centro de Investigaciones Genealógicas de Salta es una institución argentina, fundada en Salta el 21 de agosto de 1997. Constituye una entidad civil de carácter privado y sin fines de lucro, que tiene por objetivo promover e impulsar los estudios e investigaciones genealógicas e históricas, en especial los relacionados con la historia provincial, nacional y americana, procurando vincular a las personas que se dediquen a esta disciplina, tanto en la provincia de Salta, como en Argentina y en otros países, razón por la que ha incorporado en todas sus Publicaciones Institucionales, trabajos no solamente de salteños, sino también autores de otras provincias, de Hispanoamérica y Europa, todos ellos con vasta trayectoria en la materia.
Las últimas ediciones se manifiestan voluminosas, resultado de las prolíficas colaboraciones que en el mencionado período establecido en este órgano institucional excede el material que por cierto, en general, es enjundioso. Dos décadas y media forjadas a pulmón, contribuyendo con investigaciones y conocimientos para Salta y el país.
Las autoridades del Centro presidieron la Federación Argentina de Genealogía y Heráldica (organismo unificador de carácter federativo que en la actualidad incluye a diecisiete instituciones que cultivan el estudio de dichas disciplinas en el territorio de la República Argentina), durante el periodo 2018-2022 que desarrolló su mandato.
Dicho Consejo Directivo se conformó de la siguiente manera, Presidente: MPN. D. Rodolfo Leandro Plaza Navamuel, Secretario: Arq. D. Carlos A. Ferrary Esquiú Storni, Tesorero: Dr. D. Ricardo F. Mena y Martínez Castro. Este Consejo Directivo de la Federación (2018-2022) puso en acción el desarrollo de diferentes actividades en beneficio de la difusión y promoción de la genealogía argentina, su conocimiento y perfeccionamiento, poniendo en marcha la Escuela Argentina de Genealogía “Dr. Carlos Luque Colombres” (que dictó dos imprescindibles Cursos, el 2.º. y 3.er. Programa Teórico-Práctico “Las investigaciones genealógicas en la historia social”; un programa de primer nivel de un curso teórico práctico sobre investigaciones genealógicas vinculadas a otras ciencias, que con significativo éxito se dictó en las provincias de Salta 2018 y Tucumán 2019, respectivamente, con una carga horaria de 40 horas cátedras y entrega de certificados, dirigido a estudiantes secundarios, terciarios y universitarios, investigadores, profesionales, docentes, estudiosos e interesados en general, con el fin de difundir la Genealogía como estudio histórico social, las investigaciones familiares, el estudio de las relaciones con otras disciplinas, etc. Las clases se realizaron en forma orgánica, continua, federativa y abierta, y fueron impartidas por reconocidos profesionales del ámbito provincial y nacional en historia, genealogía, heráldica, antropología, derecho y bibliotecología).
Asimismo, tuvo a cargo la organización del I Congreso Internacional de Genealogía y Heráldica “Revisionismo Genealógico-Histórico de genearcas, familias fundacionales y troncales de Hispanoamérica” In Memoriam Prof. Ignacio Tejerina Carreras, declarado de interés cultural y turístico por el Gobierno de Salta que aprobó más de cuarenta ponencias presentadas con significativo valor académico provenientes de Argentina, Chile, Bolivia, Perú, México y España, que se realizaría en la ciudad de Salta del 16 al 18 de abril de 2020, y que debió cancelarse, como es de público conocimiento, debido a razones de confinamiento que sufrimos los argentinos.
Establece relaciones institucionales con otros Centros análogos del país y del mundo, para el afianzamiento y enriquecimiento de los estudios genealógicos, producto de las investigaciones realizadas con rigor científico y ético, difundiendo los conocimientos genealógicos a través de conferencias, publicaciones documentadas, medios de comunicación social, jornadas, seminarios y/o congresos. Consta de miembros fundadores, de número, honorarios, protectores o benefactores, adherentes y correspondientes. Está adherido a la Federación Argentina de Genealogía y Heráldica.

## Comisión directiva
COMISIÓN DIRECTIVA
(2022 – 2024)

Presidente
Rodolfo Leandro PLAZA NAVAMUEL

Vicepresidente
Carlos Alberto FERRARY-ESQUIÚ STORNI

Secretario General
Juan Martín BRÚ FRÍAS

Tesorero
Ricardo Federico MENA y MARTÍNEZ CASTRO

Protesorero
Ricardo Narciso ALONSO

Vocales Titulares
Federico Guillermo PREMOLI IL GRANDE
Félix Rodrigo BRAVO HERRERA

Vocal Suplente
Constanza CERUTI

Órgano de Fiscalización. Titular
Viviana FRÍAS

Órgano de Fiscalización. Suplente
Estela CHÁVEZ
SUBCOMISIÓN DE PUBLICACIONES
Dirección y Coordinación General
Rodolfo Leandro PLAZA NAVAMUEL
Asesores Titulares
Ricardo Federico MENA y MARTÍNEZ CASTRO
Carlos Alberto FERRARY-ESQUIÚ STORNI

## Biblioteca
Posee una biblioteca y un archivo.
La biblioteca está compuesta por obras especializadas en genealogía salteña, argentina, americana y europea. Constantemente se reciben publicaciones de institutos especializados, sobre todo de Argentina.

## Publicaciones
Publicaciones Institucionales cada dos años, desde 1999. El año 2019 sacó la Publicación Institucional N° 12. Asimismo, la institución tuvo la satisfacción de incluir en su patrimonio editorial bibliográfico la duodécima Publicación Especial de diversos autores. Es decir, veinticuatro publicaciones que enriquecen los veinticinco años de vida del Centro de Investigaciones Genealógicas de Salta.